# Московский собор (1677)
Моско́вский собо́р 1677 го́да — малый поместный собор Русской православной церкви, собранный патриархом Иоакимом, проходивший в Москве в феврале 1677 года и принявший решение на основании заключений церковной комиссии, посетившей перед этим город Кашин, не почитать Анну Кашинскую как святую до решения Великого собора 1678 года.

## Предыстория собора
После окончательного соборного анафематствования старообрядцев («раскольников») продолжались споры между старообрядцами и новообрядцами о древности двуперстного перстосложения (Московский собор 1656 года объявил всех крестящихся двуперстно еретиками и подражателями арменов, предал их анафеме, Большой Московский собор подтвердил это решение и снова предал анафеме всех крестящихся двуперстно) .
Старообрядцы в подтверждение православия и большей древности двоеперстия, чем троеперстия, указывали на открытые для всеобщего обозрения мощи святой благоверной княгини Анны Кашинской, персты правой руки которой были сложены двуперстно, и каждый, придя в собор города Кашина, мог это увидеть в любое время. Это был очень сильный и убедительный аргумент в пользу древности двоеперстия. В Житии Анны Кашинской было изложено свидетельство старца Варлаама, осмотревшего мощи перед канонизацией, о том, что персты правой руки сложены двуперстно.
12 (22) - 21 февраля (3 марта) 1677 года, в Кашин по распоряжению патриарха Иоакима с целью утверждения нового перстосложения — троеперстия, борьбы со старообрядчеством и для утверждения «правильности» вышесказанных соборных решений была отправлена новая комиссия (Иосиф (митрополит Рязанский); Симеон (архиепископ Тверской); Варсонофий, игумен Доброго монастыря; протопоп собора Николая Гостунского Иоанн Лазарев), осмотревшая мощи княгини и обнаружившая «несогласия» с протоколами осмотра 1649 года, которые, в частности, утверждали, что правая рука княгини сложена двуперстно, что использовалось старообрядцами как аргумент в пользу своих убеждений. Осмотр 1677 года, согласно протоколу, показал, что «правая рука в завитии погнулася, а длань и персты прямо, а не благословляющи». Кроме того, обнаружились многочисленные расхождения между недавно составленными житиями и летописями (всего 13 расхождений): так, в новых текстах утверждалось, что Анна была по происхождению не княжной, а боярышней, якобы родилась в Кашине, дата её смерти была изменена на 30 лет и т. п. Нужен был любой повод, даже придуманный, для того, чтобы убрать мощи и ликвидировать ясное свидетельство древности и православности двоеперстия.

## Участники собора
- патриарх Московский Иоаким
- митрополит Казанский Иоасаф
- митрополит Сарский и Подонский Варсонофий
- митрополит Рязанский и Муромский Иосиф
- архиепископ Суздальский и Юрьевский Стефан
- архиепископ Псковский и Изборский Арсений
- Симеон (архиепископ Тверской)
- бывший архиепископ Сибирский и Тобольский Симеон
- архимандрит Чудова монастыря Павел
- Варсонофий, игумен Доброго монастыря
- протопоп собора Николая Гостунского Иоанн Лазарев

## Обсуждение на соборе и решения собора
На соборе были зачитаны 13 несогласий, выявленных комиссией, между житием и летописями. На оснований этих несогласий было определено:
- гроб Анны должен стоять на прежнем месте в церкви, закрытый и запечатанный архирейскими печатями.
- празднование Анне и молебны ей не совершать, а служить панихиды
- шитый покров, шитый образ Анны, а также иконы Анны с гроба и из церкви убрать до решения великого собора и в будущем иконы с изображением Анны не писать.

Решения данного собора подтвердил Великий Московский собор 1678 года под председательством патриарха Иоакима, в котором участвовало 5 митрополитов, 6 архиепископов и множество духовных лиц.

## Отмена решения собора
В 1899—1901 годы началась негласная подготовка к восстановлению церковного почитания Анны Кашинской, в частности, возобновилась запись исцелений и иных чудес.
В 1908 году на повторную канонизацию было дано согласие Николая II. 11 апреля 1909 года Синод объявил днём памяти Анны 12 июня (25 июня н. ст. в XX и XXI в.) — годовщину перенесения мощей в 1650 году.